# Kjell Stoltz
Kjell Åke Stoltz, född 5 juli 1945, är en svensk uppfinnare.
Kjell Stoltz bildade tillsammans med sin bror Klas Stoltz och svågern Bo Gustavsson 1981 företaget Färgklämman AB i Stockholm för att utveckla och tillverka färgklämman, ett stöldskydd för textilvaror och skor i detaljhandel. Färgklämman patenterades och tillverkades därefter under många år i Colorplast-fabriken i Järfälla kommun.